# Phare de Punta Páramo
Le phare de Punta Páramo (en espagnol : Faro Páramo) est un phare actif situé sur la péninsule El Páramo (département de Río Grande), dans la province de Terre de Feu en Argentine.
Il est géré par le Servicio de Hidrografía Naval (SHN) de la marine.

## Histoire
Le phare a été mis en service le 31 mars 1924 à 120 km au nord de la ville de Río Grande (Argentine), sur la partie est de la Grande île de la Terre de Feu.
En 1923, il fut décidé qu'il était nécessaire d'installer un phare dans la péninsule d'El Páramo en raison de l'augmentation du nombre de navires opérant dans la zone transportant des cargaisons depuis les chambres froides de Rio Grande. Depuis 1998, il utilise l’énergie solaire fournie par des panneaux solaires photovoltaïques.

## Description
Ce phare est un tour métallique pyramidale à claire-voie, avec une galerie et une lanterne de 17,5 m de haut. La tour est peinte en noir. Il émet, à une hauteur focale de 22,5 m, un éclat blanc par période de 7,5 secondes. Sa portée est de 10,3 milles nautiques (environ 19 km).
Identifiant : ARLHS : ARG-057 - Amirauté : G1261 - NGA : 110-20160 .

### Lien connexe
- Liste des phares d'Argentine